# Linha A do Metrô de Roma
A linha A é uma das quatro linhas do Metrô de Roma, compreende o trecho entre as estações Battistini e Anagnina, em Roma, capital da Itália.

## Estações
| Linha A - Metrô de Roma         |
|                                 |
| Estações                        |
| Battistini                      |
| Cornelia                        |
| Baldo degli Ubaldi              |
| Valle Aurelia                   |
| Cipro―Musei Vaticani            |
| Ottaviano―San Pietro            |
| Lepanto                         |
| Flaminio―Piazza del Popolo      |
| Spagna                          |
| Barberini―Fontana di Trevi      |
| Repubblica―Teatro Opera         |
| Roma Termini/Termini            |
| Vittorio Emanuele               |
| Manzoni―Museo della Liberazione |
| San Giovanni                    |
| Re di Roma                      |
| Ponte Lungo                     |
| Furio Camillo                   |
| Colli Albani―Parco Appia Antica |
| Arco di Travertino              |
| Porta Furba―Quadraro            |
| Numidio Quadrato                |
| Lucio Sestio                    |
| Giulio Agricola                 |
| Subaugusta                      |
| Cinecittà                       |
| Anagnina                        |